# Ruud Heus
Ruud Heus (Hoorn, 24 februari 1961) is een Nederlands voormalig professioneel voetballer die speelde voor AZ en Feyenoord. 

## Carrière
Bij Feyenoord won hij vier nationale bekers, de eerste editie van de Johan Cruijff Schaal en één landskampioenschap en haalde hij de halve finale van de Europacup II 1991/92. Na zijn afscheid als betaald voetballer in 1997 trainde hij diverse amateurclubs en jeugdteams, onder ander Jong FC Dordrecht en BVV Barendrecht. Met ingang van seizoen 2010/2011 werd Heus hoofdtrainer van LRC Leerdam. In maart 2012 werd Heus ontslagen bij LRC Leerdam. Heus is sinds augustus 2012 in dienst bij FC Utrecht als trainer. Vanaf het seizoen 2019/2020 in de functie van  trainer bij Jong FC Utrecht.

## Erelijst

#### Met Feyenoord
- Eredivsie (1993)
- KNVB beker (1991, 1992, 1994, 1995)
- Nederlandse Supercup (1991)